# Коджа Омерли
Коджа Омерли, още Коджамерлия или Коджамерлии (на гръцки: Χερσοτόπι, Херсотопи, катаревуса: Χερσοτόπιον, Херсотопион, до 1927 година Κοτζά Ομερλή, Кодза Омерли), е село в Гърция, дем Пеония, област Централна Македония с 60 души население (2001).

## География
Селото е разположено в Солунското поле, южно от Ругуновец (Поликастро).

## История

### В Османската империя
В XIX век Коджа Омерли е българско село в каза Аврет Хисар (Кукуш) на Османската империя. В „Етнография на вилаетите Адрианопол, Монастир и Салоника“, издадена в Константинопол в 1878 година и отразяваща статистиката на населението от 1873 година, Коджамарлия (Codjamarlia) е посочено като село с 15 домакинства и 73 жители българи. Според статистиката на Васил Кънчов („Македония. Етнография и статистика“) в 1900 година Коджа Омерли е село с 260 жители българи християни.
Населението на селото е под върховенството на Българската екзархия. По данни на секретаря на Екзархията Димитър Мишев („La Macédoine et sa Population Chrétienne“) в 1905 година Коджашарли (Kodjacharli) е село в Кукушка каза с 360 души българи екзархисти като в него функционира българско училище.
При избухването на Балканската война в 1912 година 5 души от Коджа Омерли са доброволци в Македоно-одринското опълчение.

### В Гърция
В 1913 година селото попада в Гърция. През 1927 години селото е прекръстено на Херсотопион.

## Личности
Родени в Коджа Омерли
- Георги Динев (Динов, 1888 – ?), македоно-одрински опълченец, Кукушка чета, Втора рота на Четиринадесета воденска дружина[7]
- Гоне Коджамарлийски, деец на ВМОРО, четник на Кръстьо Асенов в 1903 година,[8]
- Гоце Стойков (1867/1872 – ?), македоно-одрински опълченец, Кукушка чета, Нестроева рота на Тринадесета кукушка дружина[9]
- Ильо Коджамарлийски, деец на ВМОРО, четник на Кръстьо Асенов в 1903 година,[10]
- Кръсто Георгиев (1892 – ?), македоно-одрински опълченец, Нестроева рота на Трета солунска дружина[11]
- Мицо Гогов (1874/1875 – ?), македоно-одрински опълченец, Кукушка чета, Втора рота на Тринадесета кукушка дружина[12]
- Мицо Донев (Донов, 1888 – ?), македоно-одрински опълченец, Продоволствен транспорт на МОО, Нестроева рота на Трета солунска дружина[13]